# 大阪府立三島高等学校

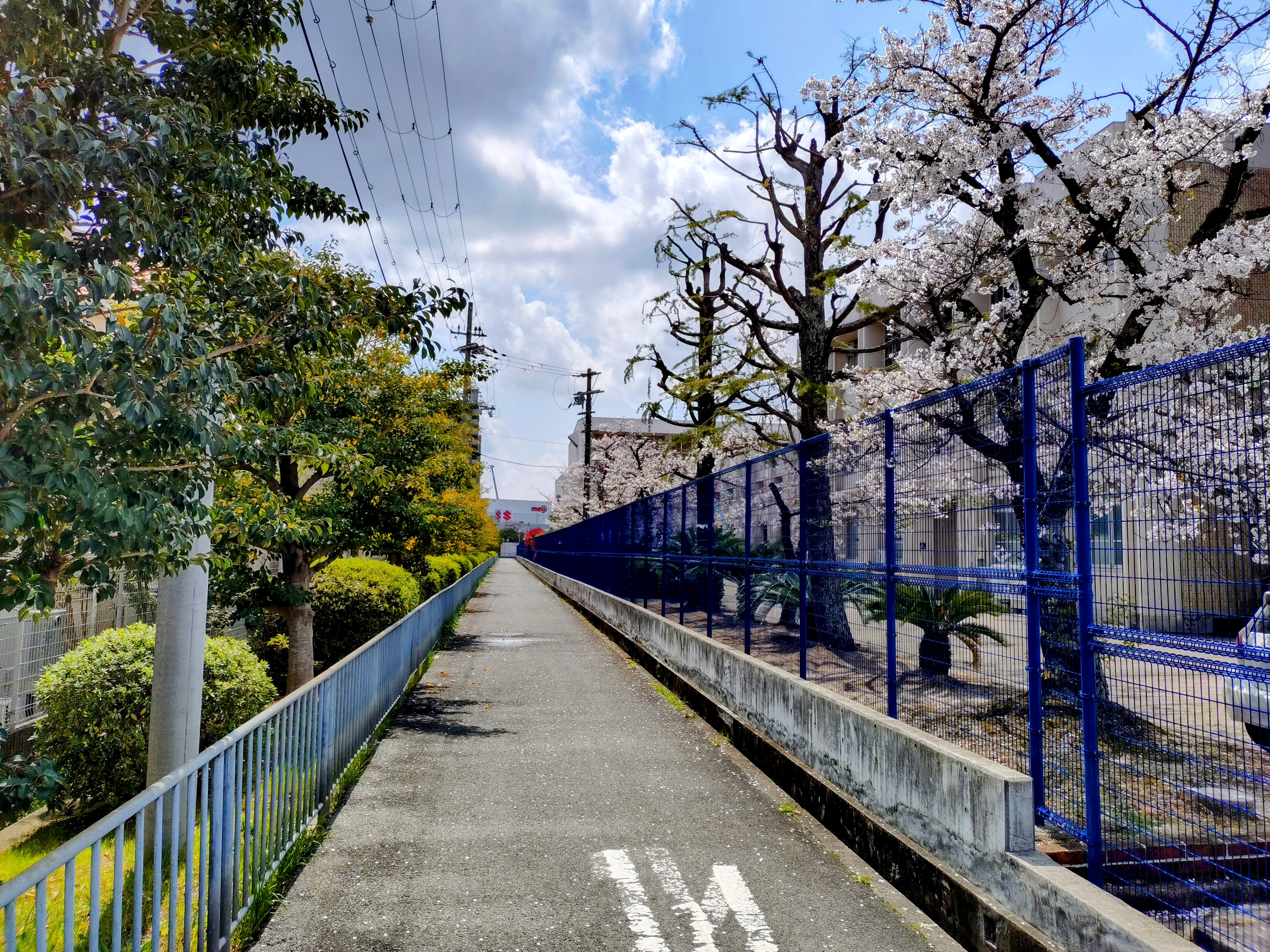
条里制による直線

大阪府立三島高等学校（おおさかふりつ みしまこうとうがっこう）は、大阪府高槻市今城町に所在する公立高等学校。

## 概要
高校生の急増を踏まえ、高槻市で2校目の府立高等学校として1970年に設立された。全日制普通科を設置する。2006年には、文部科学省の「学力向上拠点形成事業」指定校となっている。
近くには継体天皇陵とされる今城塚古墳などの史跡がある。また、西国街道が古い町並みの面影を残す地域でもあり、周辺は歴史・文化的資源に恵まれた土地柄である。学校の敷地も条里制の影響を受けており、上空から見ると、ほぼ真四角の形になっている。高校の建設時には、この場所から遺跡が発掘された為、当初、計画していた建物等のレイアウトを大幅に変更するとともに、遺跡の上に盛土をし保存した状態で高校が整備されている。運動場やテニスコートが一段高いのはその為である。現在も、奈良～平安時代の住居跡や、旧石器時代の石器などが未発掘のまま残されている。
制服（標準服）はあるが、私服での登校も認められている。
また府下の公立校では珍しく「生徒手帳」が無いなど自由な校風を有する。「バイク通学の禁止」のみが校則としてあげられており、生徒の服装や私物の持ち込みなどは自由となっている。ただし入学式では毎年、「自由の裏には責任が伴う」という主旨の言葉が新入生に送られている。
しかし、2015年度より、学校生活に相応しい身なり（頭髪、服装、装飾品）や交通マナー、遅刻・欠席などについては一定の規範を定めることになった。
特色ある授業に取り組んでおり、広範囲な選択科目を設け、個々の進路・興味・関心に応じた学習を可能にしている。選択科目の例として「時事問題」「異文化理解」「美術研究」「古典の世界」「情報科学」「生物の探求」「ライフスポーツ」等がある。また関西大学や立命館大学、関西学院大学等との高大連携を実施しており「大学教員等による出張講義」なども行われている。
学校の敷地面積が39,502m2と、大阪府立高校としては広い敷地を有している。そのために開校時に校内緑化の為の木が足りず、春日丘高校と豊中高校から木を分けてもらったというエピソードもある。
校歌は開校から11年後の1981年に初めて制定された。歌詞、曲とも公募によって選ばれた。また三島高校にはもう一つの校歌ともいうべき「三島高校賛歌」なるものも存在する。これは1975年に当時の学校長が発表したものだが、今では歌われる機会はほとんどない。

## 沿革
- 1969年3月 - 府議会で設立決まる。
- 1969年6月 - 校地内遺跡（郡家今城遺跡）の試掘始まる
- 1970年4月 - 大阪府立三島高校開校。11月2日を創立記念日とし学校休校
- 1981年2月 - 校歌制定
- 2006年4月 - 文部科学省「学力向上拠点形成事業」指定校

## 部活動

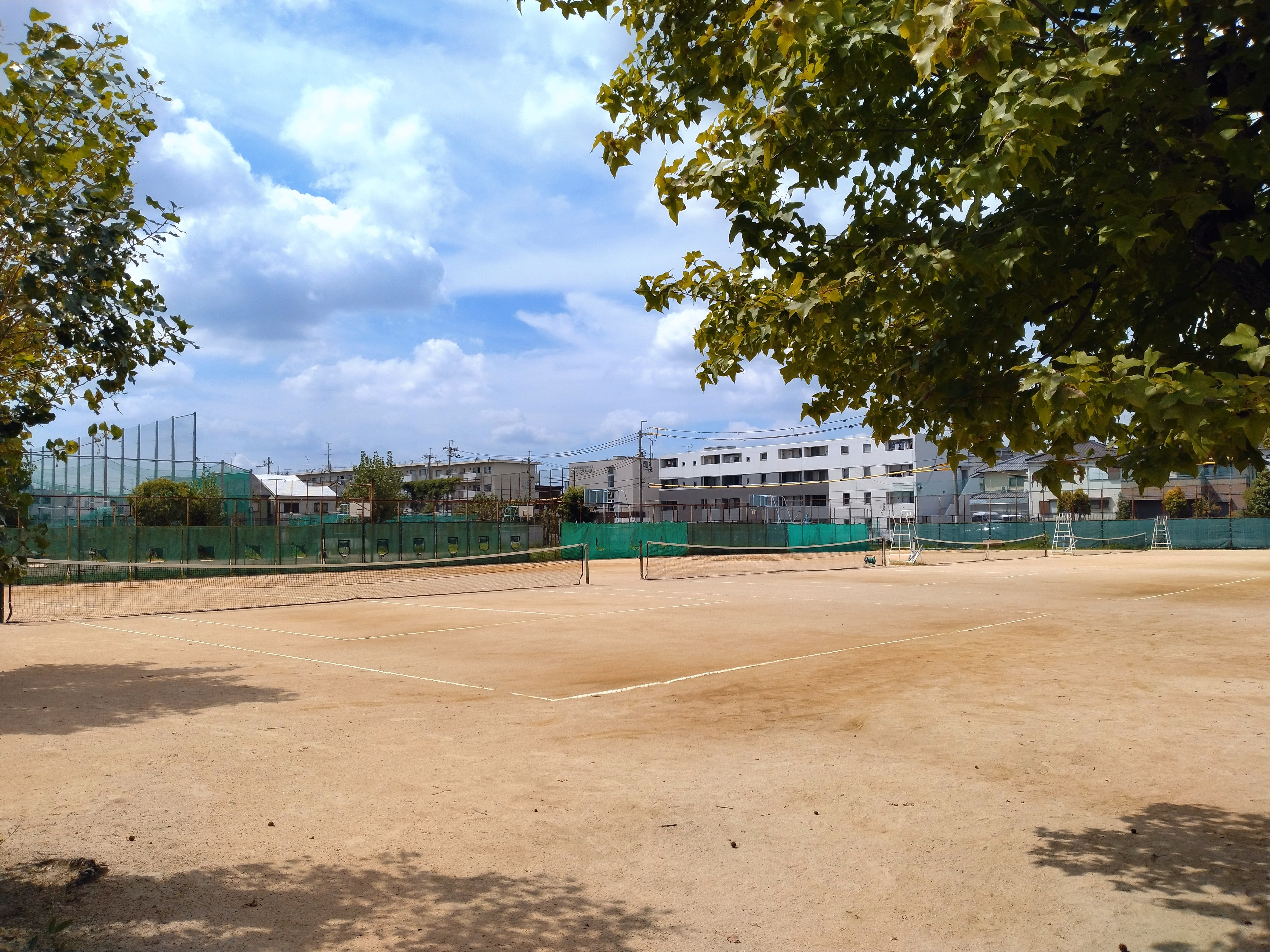
テニスコート

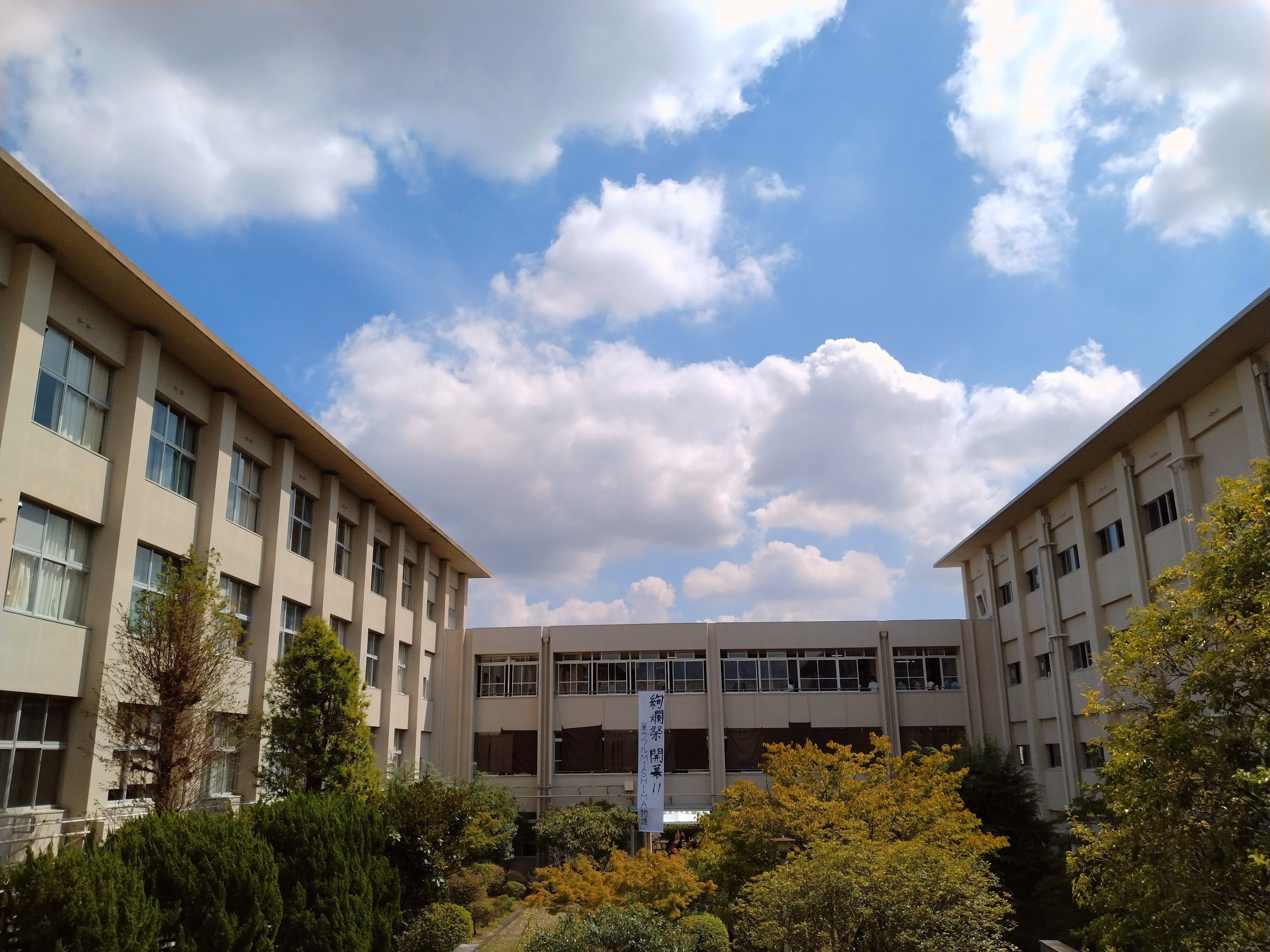
中庭

大阪府の公立高校としては広いグラウンドを生かし、ラグビーや陸上など部活動が盛んであり、サッカー、ハンドボールは全国大会の出場経験もある。生徒の大半はいずれかの部か同好会に所属している。美術部は全国高等学校総合文化祭に府代表として出場。
ジャズダンス部も全国大会出場経験がある。ジャズダンス部は2017年、大塚製薬「ポカリスエット」のポカリダンスCMに起用された。

## 交通
- 高槻市営バス 明治大阪工場前バス停
- 東海道本線（JR京都線） 摂津富田駅 北東へ1.6km
- 阪急京都線 富田駅 北東へ約1.7km
- JR京都線 高槻駅 西へ約2.2km
- 阪急京都線 高槻市駅 西へ約2.5km

## 出身者
学者
- 古市剛史 - 京都大学霊長類研究所教授
- 久保田慶一 - 国立音楽大学教授
- 寺田努 - 神戸大学大学院工学研究科教授
- 山宮隆 - 芸術家。元京都市立芸術大学非常勤講師

芸能
- 伊藤裕樹 - FBC福井放送アナウンサー
- 北代高士 - 俳優
- 中村佳穂 - シンガーソングライター
- こてつ - 芸人（ファイヤーサンダー）
- 木村隆文 - NHKテレビドラマ演出家
- 宮下恵茉 - 児童文学作家

スポーツ
- 小倉一浩 - 元プロサッカー選手（サンフレッチェ広島）
- 木曽一 - ラグビーユニオン選手（元日本代表。ヤマハ発動機ジュビロ）
- 山本亜里奈 - 元サッカー選手（アルビレックス新潟レディース）